# Sông Irpin
Irpin hay Irpen (tiếng Ukraina: Ірпі́нь; tiếng Nga: Ирпе́нь) là một sông tại Ukraina, là phụ lưu hữu ngạn của sông Dnepr. Sông có chiều dài 162 kilômét (101 mi), có diện tích lưu vực là 3.340 kilômét vuông (1.290 dặm vuông Anh). Thành phố Irpin là một trong các khu dân cư đô thị ở bên sông.
Nơi hợp lưu ban đầu của sông Irpin và sông Dnepr ngày nay ở bên dưới mặt hồ chứa nước Kyiv, được tạo thành do việc xây đập cho nhà máy thủy điện Kyiv vào giữa thập niên 1960. Một đập thứ hai nằm ngay phía nam của làng Kozarovychi, được xây dựng để ngăn hồ chứa làm ngập thêm lưu vực sông Irpin. Mức nước sông Irpin ở đập này thấp hơn 6,5–7 m so với mực nước của hồ chứa nước Kyiv, các máy bơm điện sẽ bơm nước sông vào hồ chứa.
Vùng đất xung quanh sông Irpin là phần trung tâm của nhà nước Kiev Rus', và các biên niên sử nói đến sông trong mối liên hệ với một số sự kiện lịch sử quan trọng, như trận sông Irpin vào năm 1321 khi Đại công tước Litva Gediminas (Gedemin) được cho là giành quyển kiểm soát vùng đất mà nay là miền trung Ukraina. Sông cũng giúp phòng thủ Kyiv trước quân Đức xâm chiếm trong Thế chiến II.
Trước khi hình thành các đập nước thời Liên Xô, lưu vực sông Irpin là một vùng đất ngập nước đa dạng sinh học.
Trong hai ngày đầu tiên khi Nga xâm lược Ukraina 2022, Quân đội Ukraina cho phá hủy ba cầu ở hạ du sông Irpin, phía tây bắc của Kyiv, nhằm cản trở quân Nga tiến đến thành phố. Quân đội Ukraina cũng cho mở đập Kozarovychi vào ngày thứ hai của cuộc chiến, làm ngập lưu vực sông Irpin. Nước lụt tạo ra một hồ nước nông giúp ngăn xe cộ của Nga vượt qua. Các cuộc pháo kích của Nga sau đó làm hư hỏng đập nước, khiến phía Ukraina càng thêm khó khăn để rút cạn nước khỏi khu vực sau khi quân Nga triệt thoái.
Các nhà sinh thái học cho rằng không nên xây lại đập nước, và vùng đất ngập nước nên được bảo vệ và phục hồi.